# Bisdom Rubiataba-Mozarlândia
Het bisdom Rubiataba-Mozarlândia (Latijn: Dioecesis Rubiatabensis-Mozarlandensis) is een rooms-katholiek bisdom met als zetels Rubiataba en Mozarlândia, in Brazilië. Het bisdom is suffragaan aan het aartsbisdom Goiânia.

## Geschiedenis
Het bisdom werd opgericht op 11 oktober 1966, als territoriale prelatuur Rubiataba, uit delen van de bisdommen Goiás en Uruaçu. Op 18 april 1979 veranderde het van naam naar Rubiataba-Mozarlândia. Op 16 oktober 1979 werd het verheven tot bisdom. 

## Parochies
Het bisdom had in 2020 een oppervlakte van 26.697 km2 en telde 119.641 inwoners waarvan 67,2% rooms-katholiek was.

## Bisschoppen
- Juvenal Roriz (27 oktober 1966 - 5 mei 1978)
- José Carlos de Oliveira (14 september 1979 - 27 februari 2008)
- Adair José Guimarães (27 februari 2008 - 27 februari 2019)
- Francisco Agamenilton Damascena (23 september 2020 - heden)

Goiânia (aartsbisdom) · Anápolis · Goiás · Ipameri · Itumbiara · Jataí · Rubiataba-Mozarlândia · São Luís de Montes Belos